# (36259) 1999 XM74
(36259) 1999 XM74 è un asteroide troiano di Giove del campo greco. Scoperto nel 1999, presenta un'orbita caratterizzata da un semiasse maggiore pari a 5,195679 UA e da un'eccentricità di 0,090686, inclinata di 18,919541° rispetto all'eclittica. Ha un diametro di 24,562 km e un'albedo di 0,088.